# Paus Marcellus I
Marcellus I (gestorven 309) was de dertigste paus van de Katholieke Kerk. Na een lange sedisvacatie van bijna vier jaar stond hij in zijn pontificaat voor de zware taak van het herorganiseren van de Kerk. Een van de besluiten die hij nam was het zwaar straffen van degenen die hun geloof afgevallen waren onder de christenvervolgingen van de jaren daarvoor. Dit leidde tot onrust, waarna keizer Maxentius hem vervolgde. Ook werd onder zijn pontificaat het celibaat ingevoerd.
Marcellus I stierf uiteindelijk onder keizer Maxentius, wordt als martelaar vereerd en is een heilige. Zijn katholieke feestdag is 16 januari, zijn orthodoxe feestdag is 7 juni.